# 1701 Pennsylvania Avenue
1701 Pennsylvania Avenue je neboder koji se nalazi u američkom glavnom gradu Washingtonu. Zgrada je dovršena 1962. godine, ima 13 katova te je visoka 47 metara. Zgradu su konstruirale arhitektonske tvrtke Fox Architects, Inc. i Andrews & Kurth LLP. Sam arhitekt Vlastimil Koubek je izvorno dizajnirao zgradu s 13 katova s pročeljima od bijelog mramora i zlatnog anodiziranog aluminija. Međutim, Američka agencija za likovnu umjetnost nije pristala na to tako da je dizajn u konačnici promijenjen.
1701 Pennsylvania Avenue je zgrada u kojoj se nalaze poslovni prostori.